# Elaeagnus
Elaeagnus és un gènere de plantes amb flors de la família Elaegnaceae. Conté unes 50–70 espècies. La immensa majoria de les espècies són originàries de les regions temperades i subtropical d'Àsia amb una espècie (E. triflora) que s'estén fins a Austràlia i una altra (E. commutata) restringida a Amèrica del Nord.E. angustifolia podria ser originària de la part més al sud-est d'Europa però potser ha estat introduïda des de temps antics. E. angustifolia, plantat en jardins, es considera més o menys naturalitzat als Països Catalans.
Són arbres o arbusts caducifolis o de fulles persistents. les fulles són alternades. Fulles i brots estan coberts amb esquames platejades. Les flors són menudes, oloroses i sense pètals. El fruit és una drupa carnosa que té una sola llavor, en algunes espècies és comestible però sense gaire gust.

## Algunes espècies
| - Elaeagnus angustata (Rehd.) C. Y. Chang (Xina) - Elaeagnus angustifolia L. (Oleastre, Olivera de Bohèmia; oest d'Àsia). - Elaeagnus argyi Levl. (Xina) - Elaeagnus bambusetorum Hand.-Mazz. (Xina) - Elaeagnus bockii Diels (Xina) - Elaeagnus cinnamomifolia W. K. Hu et H. F. Chow (Xina) - Elaeagnus commutata Bernh. (American Silverberry o Wolf-willow; Amèrica del Nord) - Elaeagnus conferta Roxb. (sud d'Àsia). - Elaeagnus courtoisi Belval (Xina) - Elaeagnus davidii Franch. (Xina) - Elaeagnus delavayi Lecomte (Xina) - Elaeagnus difficilis Serv. (Xina) - Elaeagnus formosana Nakai (Taiwan) - Elaeagnus glabra Thunb. (est d'Àsia) - Elaeagnus gonyanthes Benth. (Xina) - Elaeagnus griffithii Serv. (Xina) - Elaeagnus grijsii Hance (Xina) - Elaeagnus guizhouensis C.Y. Chang (Xina) - Elaeagnus henryi Warb. (China) - Elaeagnus jiangxiensis C.Y. Chang (Xina) - Elaeagnus jingdonensis C.Y. Chang (Xina) | - Elaeagnus kanaii Momily. (Xina) - Elaeagnus lanceolata Warb. (Xina) - Elaeagnus lanpingensis C.Y. Chang (Xina) - Elaeagnus latifolia L. (sud d'Asia) - Elaeagnus liuzhouensis C.Y. Chang (Xina) - Elaeagnus longiloba C.Y. Chang (Xina) - Elaeagnus loureirii Champ. (Xina) - Elaeagnus luoxiangensis C.Y. Chang (Xina) - Elaeagnus luxiensis C.Y. Chang (Xina) - Elaeagnus macrantha Rehd. (Xina) - Elaeagnus macrophylla Thunb. (est Asia) - Elaeagnus magna Rehd. (China) - Elaeagnus micrantha C.Y. Chang (Xina) - Elaeagnus mollis Diels (China) - Elaeagnus morrisonensis Hayata (Taiwan) | - Elaeagnus multiflora Thunb. (Cherry Silverberry o Gumi; est d'Àsia) - Elaeagnus nanchuanensis C.Y. Chang (Xina) - Elaeagnus obovata Li (Xina) - Elaeagnus obtusa C.Y. Chang (Xina) - Elaeagnus oldhami Maxim. (Xina) - Elaeagnus ovata Serv. (Xina) - Elaeagnus oxycarpa Schltdl. (Xina) - Elaeagnus pallidiflora C.Y. Chang (Xina) - Elaeagnus parvifolia Wallich ex Royle (Àsia central) - Elaeagnus pauciflora C.Y. Chang (Xina) - Elaeagnus philippinensis Perrott. (Filipines) - Elaeagnus pilostyla C.Y. Chang (Xina) - Elaeagnus pingnanensis C.Y. Chang (Xina) - Elaeagnus pungens Thunb. (Silverthorn; Japó) - Elaeagnus pyriformis Hook.f. (est d¡Himàlaia). - Elaeagnus retrostyla C.Y. Chang (Xina) - Elaeagnus sarmentosa Rehd. (Xina) - Elaeagnus schlechtendalii Serv. (Xina) | - Elaeagnus stellipila Rehd. (Xina) - Elaeagnus taliensis C.Y. Chang (Xina) - Elaeagnus thunbergii Serv. (Xina) - Elaeagnus tonkinensis Serv. (sud Asia) - Elaeagnus triflora Roxb. (sud-est Asia, nord-est d'Austràlia). - Elaeagnus tubiflora C.Y. Chang (Xina) - Elaeagnus tutcheri Dunn (sud Xina). - Elaeagnus umbellata Thunb. (est d'Àsia). - Elaeagnus viridis Serv. (Xina) - Elaeagnus wenshanensis C.Y. Chang (Xina) - Elaeagnus wilsonii Li (China) - Elaeagnus wushanensis C.Y. Chang (Xina) - Elaeagnus xichouensis C.Y. Chang (Xina) - Elaeagnus xizangensis C.Y. Chang (Xina) |

Híbrids
- Elaeagnus x ebbingei (E. macrophylla × E. pungens)
- Elaeagnus × pyramidalis (E. commutata × E. multiflora)
- Elaeagnus × reflexa (E. pugens × E. glabra)

## Galeria

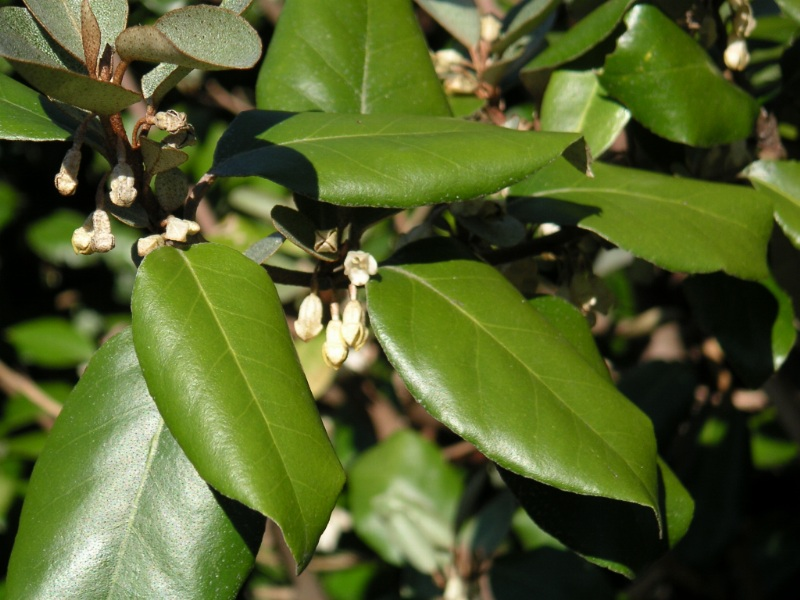
Elaeagnus × ebbingei

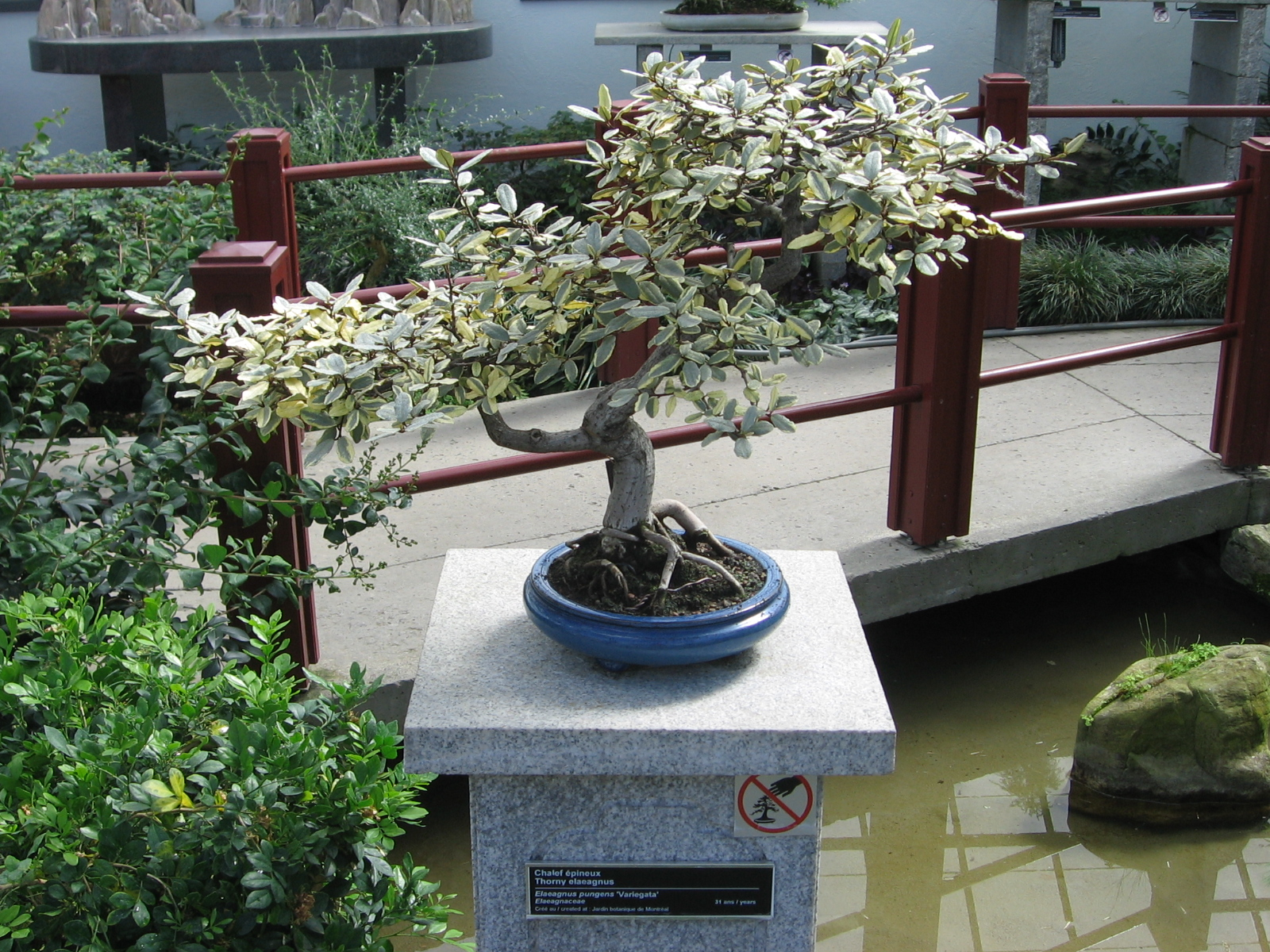
E. pungens bonsai